# Turnhouti csata (1597)
Az 1597-es turnhouti csata a németalföldi szabadságharc egyik összecsapása volt, amelyre 1597. január 24-én került sor. Nassaui Mauritz herceg vezetése alatt a holland lovasság vereséget mért a Varas gróf vezetése alatt álló, jóval nagyobb spanyol seregre.

## Előzmények
A csata idején Turnhout városa a spanyol fennhatóság alatt álló Németalföld és a lázadó északi tartományok közötti határ egyik erőssége volt. Bár a város körül nem épült fal, de ez nem csökkentette stratégiai jelentőségét.
1597-ben a németalföldi spanyol erőket Flandriában, illetve Franciaország északi részén vonták össze, a holland lázadókkal való harcot csak egy kisebb hadtest folytatta, Varas gróf vezetésével. Ez a hadtest Turnhout városban állomásozott. A sereg összetétele egy német, két vallon és egy olasz tercio Trevico márki parancsnoksága alatt és 7 lovasszázad volt.
Az 1590-es évek során csak kisebb összecsapások voltak a hollandok és a spanyolok között, a háborút leginkább a megerősített városok ostroma jellemezte.

## Az összecsapás
A spanyol csapatok gyengeségét látva Mauritz nassaui herceg a meglepetésszerű támadás mellett döntött. Január 22-én Gertuidenberg mellett gyűjtötte össze seregét, amely 13 század lovasságból, 60 gyalogosszázadból és 4 ágyúból állt. Ez a sereg indult meg Turhout ellen.
A következő napon, 23-án Varas gróf híreket kapott a túlerőben lévő holland hadtest előrenyomulásáról és úgy döntött, hogy biztonságos helyre, Herenthals környékére vonja vissza erőit. 24-én reggel a holland előőrs fedezte fel a spanyol hadtest menetoszlopát. A nassaui herceg személyes vezetése alatt álló előőrs, amely a holland lovasságból és 200 válogatott gyalogos katonából állt, azonnal megtámadta a spanyolokat. Az egyik holland lovasszázad, Hohenlohe gróf vezetése alatt, elűzte a számbeli fölényben lévő spanyol lovasságot, amely elmenekült és magára hagyta a gyalogságot. Hat századnyi holland lovasság és gyalogság eközben a Trevico márki parancsnoksága alatt álló spanyol utóvédet támadta meg, míg a lovasság maradéka a spanyol elővédet alkotó német ezredeket támadta. A lovasság hamarosan szétkergette a gyalogos csapatokat és a két vallon ezred ellen fordultak és azokat is szétverték. Rövid idő alatt a spanyolok 3000 főt vesztettek.
A csata után a hollandok részben megrongálták a közelben található, spanyol ellenőrzés alatt álló kastélyt is. Mauritz herceg azonban nem vette üldözőbe a spanyolokat és a csata során aratott győzelmét nem tudta teljes mértékben kihasználni. Ennek ellenére a győzelem nagyban növelte a hollandok harci szellemét az 1598-99-es harcok során. A csata során zsákmányolt 38 spanyol zászlót a hágai városházán állították ki.
A holland lovasság győzelméhez nagymértékben hozzájárult, hogy lándzsa és kard helyett tűzfegyverekkel voltak felszerelve.

## Egyéb
- Varas gróf veresége ihlette a "We gather together" című protestáns egyházi éneket[2] (eredeti címe: "Wilt heden nu treden"), amely az amerikai Hálaadás-napi ünnepségek egyik kedvelt éneke.[3][4]
- A turnhouti csata emlékére kiadott emlékérem